# シーナ・タマドン
シーナ・タマドン (Sina Tamaddon, ペルシア語: سینا تمدن, ペルシア語発音: [siːˌnɒː tæmædˈdon]ペルシア語発音: [siːˌnɒː tæmædˈdon]ペルシア語発音: [siːˌnɒː tæmædˈdon]) は、2009年10月までAppleのアプリケーション部門上級副社長を務めていた。
シーナ・タマドンは1997年9月にAppleに入社した。彼はまた、ワールドワイドサービス&サポート担当上級副社長、Newtonグループの副社長兼ゼネラルマネージャーを務めた。Apple入社前は、NeXTで、1994年8月から1996年8月までプロフェッショナルサービス担当副社長を務め、1996年9月から1997年3月までヨーロッパ担当副社長を務めていた。
1994年8月以前、タマドンはTodd Rulon-Millerのソフトウェアアライアンスで働いた。ソフトウェアアライアンスに入社する前、タマドンはNeXTでシカゴオフィスのセールスマネージャーとして働いていた。NeXTに入社する前は、タマドンはサン・マイクロシステムズで働いていた。

## 参照
- Appleの歴史